# Claude Ross
Claude Murray Ross (ur. 13 maja 1893 w Caulfield, zm. 19 sierpnia 1917 we Francji) – australijski sprinter reprezentujący Australazję. Uczestniczył w igrzyskach olimpijskich w Sztokholmie w 1912 roku, gdzie startował w wyścigu na 400 metrów.
Poległ podczas I wojny światowej jako pilot samolotu Sopwith 1½ Strutter w katastrofie lotniczej.

## Występy na letnich igrzyskach olimpijskich
| Igrzyska | Wydarzenie         | Eliminacje | Eliminacje | Półfinały       | Półfinały       | Finały          | Finały          |
| Igrzyska | Wydarzenie         | Wynik      | Miejsce    | Wynik           | Miejsce         | Wynik           | Miejsce         |
| -------- | ------------------ | ---------- | ---------- | --------------- | --------------- | --------------- | --------------- |
| LIO 1912 | Bieg na 400 metrów | AC         | DNF        | → Nie awansował | → Nie awansował | → Nie awansował | → Nie awansował |